# Gloria al Bravo Pueblo

Gloria al Bravo Pueblo (Glòria al poble brau) és una cançó patriòtica popularitzada durant les lluites per la independència de l'Amèrica del Sud creada a l'entorn de 1810. La seva lletra s'atribueix a Vicente Salinas i la música a Juan José Landaeta. Va ser establert com a himne nacional de Veneçuela pel president Antonio Guzmán Blanco el 25 de maig de 1881. S'han realitzat algunes modificacions oficials el 1881, a càrrec d'Eduardo Calcaño; 1911, de Salvador Llamozas, i el 1947 de Juan Bautista Plaza. Aquesta darrera versió és la que s'utilitza oficialment en l'actualitat.

## Lletra
Cor
Gloria al bravo pueblo
Que el yugo lanzó
La Ley respetando
La virtud y honor

I
«¡Abajo cadenas!» (bis)
Gritaba el señor (bis)
Y el pobre en su choza
Libertad pidió
A este santo nombre
Tembló de pavor
El vil egoísmo
Que otra vez triunfó
(Cor)

II
Gritemos con brío (bis)
«¡Muera la opresión!» (bis)
Compatriotas fieles,
La fuerza es la unión;
Y desde el empireo
El supremo autor,
Un sublime aliento
Al pueblo infundió
(Cor)

III
Unida con lazos (bis)
Que el cielo formó (bis)
La América toda existe en nación
Y si el despotismo
Levanta la voz,
Seguid el ejemplo
Que Caracas dio
(Cor)